# Cattedrale di Sant'Antonio di Padova (Telšiai)
La cattedrale di Sant'Antonio di Padova (in lituano: Šv. Antano Paduviečio katedra) è la cattedrale cattolica di Telšiai, in Lituania, e sede della diocesi di Telšiai.

## Storia
La storia della chiesa risale al 1624, quando il Vice Cancelliere di Lituania Paweł Stefan Sapieha istituì sulla collina Insula, nel centro di Telšiai, un monastero cistercense e vi fece costruire una chiesa di legno nel 1650. In seguito ad un incendio la chiesa venne distrutta e sostituita da un nuovo edificio, sempre in legno, nel 1738. Una nuova grande chiesa in mattoni in stile tardo barocco è stata costruita tra il 1762 e il 1794, anno anche della consacrazione. La torre fu realizzata nel 1859. Nel 1893 l'architetto Piotras Serbinovičius ha progettato la recinzione ed i cancelli del cimitero.
Dopo l'erezione della diocesi di Telšiai nel 1926, la chiesa è stata elevata a cattedrale.